# Prince Edward Island
 Denne artikel omhandler den atlantiske ø og canadiske provins. For øerne nær Antarktis, se Prince Edward Islands.
Prince Edward Island er Canadas mindste provins. Provinsen er en ø. Charlottetown er hovedstaden og samtidig øens største by. 
Prince Edward Island har omkring 140.400 (2009) indbyggere, og dækker omkring 5.680 km². Premierministeren er den konservative Pat Binns. Prince Edward Island blev en provins i 1873. Økonomien har traditionelt været baseret på jordbrug og fiskeri.
Siden 1997 er Prince Edward Island forbundet med New Brunswick via den 12,9 km lange Confederation Bridge over Northumberlandstrædet.